# ماریان اوستافینسکی
ماریان اوستافینسکی (لهستانی: Marian Ostafiński؛ زادهٔ ۸ دسامبر ۱۹۴۶) بازیکن فوتبال اهل لهستان بود.
از باشگاه‌هایی که در آن بازی کرده‌است می‌توان به باشگاه فوتبال روخ خوژوف اشاره کرد.
وی به‌همراه تیم ملی فوتبال لهستان به مقام قهرمانی بازی‌های المپیک تابستانی ۱۹۷۲ دست پیدا کرده‌است.